# Kardiograf
Kardiograf je elektrický přístroj, který snímá a zaznamenává elektrickou aktivitu srdce. Tyto elektrické signály lze snímat díky vodivému prostředí těla i na jeho povrchu. Snímání napětí se provádí pomocí elektrod umístěných na hrudníku a končetinách zapojených v definovaných schématech snímání. Dnešním standardem jsou 12svodové EKG přístroje.

## Historie

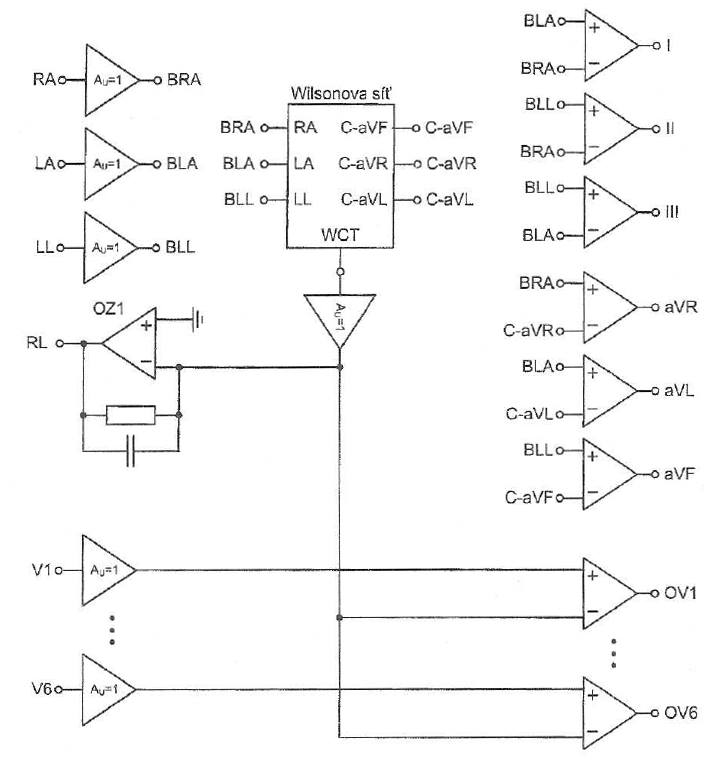
Vstupně/výstupní obvody EKG přístroje

První elektrokardiograf byl vynalezen Willemem Einthovenem roku 1902. Později byl popsán rovnostranný trojúhelník, který popisoval zapojení standardních končetinových svodů označované I, II a III, který byl pojmenován podle svého vynálezce Einthovenův trojúhelník a v této podobě se používá dodnes. Později byla přidána neutrální elektroda (Goldbergovy končetinové svody) a dále ještě dalších šest hrudních svodů (Wilsonovy hrudní svody). 

## Elektrokardiograf

### Typy EKG přístrojů
Existují tři základní typy EKG přístrojů. První typ EKG přístroje využívá přenosné moduly, které obsahují konkrétní funkce. Moduly lze vkládat a vyjímat dle potřeb monitorování pacienta. Dalším typem jsou integrované systémy s předdefinovanými funkcemi. Posledním typem jsou přístroje kombinující předdefinované funkce a možnost vložení funkčního modulu.

### Fyziologické EKG monitory
Fyziologické EKG monitory kromě měření elektrické aktivity srdce poskytují i jiné funkce měření fyziologických procesů pacienta.
Mezi klasické funkce patří:
- elektrokardiografické měření
- neinvazivní měření krevního tlaku pomocí manžety
- invazivní měření krevního tlaku pomoci katétru
- měření teploty
- měření rychlosti
- frekvence a síly dechu (například pomoci pneumografu)
- měření přítomnosti dechu
- měření obsahu oxidu uhličitého ve vzduchu vydechovaném pacientem
- měření průtoku krve srdcem
- a další

Další funkci EKG monitoru může být možnost ukládání naměřených dat do interní či externí pamětí, analyzování dat a zobrazování dat na výstupních monitorech.
EKG telemetrie
Telemetrické EKG přístroje se používají při nutnosti měření na pohybujícím se pacientovi. Telemetrické vysílače jsou připojeny k pacientovi a měří fyziologické signály, modulují je a přenáší je pomoci radiových frekvencí nebo i jiných technologii. Často se telemetrické EKG využívá
při zátěžových testech, při kterých je pacient nucen k chození či běhu na běžícím pásu nebo jízdě na rotopedu. Prvním telemetrickým EKG přístrojem je Holterův
monitor.

## EKG

### Obecně

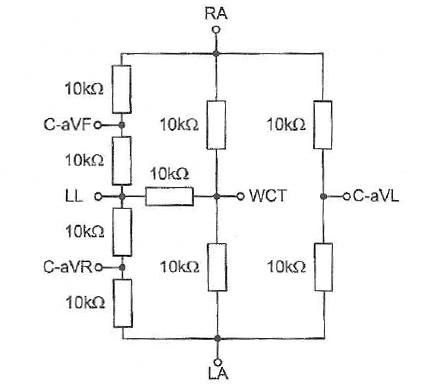
Zapojení Wilsonovy sítě

Dnešním standardem klinických EKG jsou 12svodové přístroje s devíti elektrodami, které jsou schopné všechny svody zobrazit a/nebo vytisknout. Dále mohou obsahovat také vstupy pro další měřené veličiny (např. saturace kyslíkem, krevní tlak apod.). Součástí EKG také může být jednotka pro analýzu změřeného signálu, popř. může EKG disponovat rozhraním pro připojení takové jednotky.
Záznam z EKG je standardizován – jeho rozlišení činí 10mm/mV a časové měřítko se posouvá buď o 25 nebo 50 mm/s.
Velikosti signálů měřených elektrodami na povrchu těla jsou řádově v jednotkách mV. Tento signál je tedy nutné před zpracováním zesílit a odfiltrovat z něj nežádoucí
rušení – zejména vysokofrekvenční složky a pak frekvenci síťového napájení 50 Hz. Požadavky na zesílení jsou v řádu několika tisíc. Přenosové pásmo se pak pohybuje mezi 0,05 a 100 Hz. Při monitorování postačí dolní mezní frekvence 0,5 Hz a horní frekvence 30-50 Hz. Nedílnou součástí EKG je také zdroj kalibračního napětí k určení přesné hodnoty zesílení. Tato kalibrace se dříve prováděla ručně, v současné době se již provádí automaticky. Hodnota kalibračního napětí je standardně 1mV.

### Elektrody
Standardní EKG zahrnuje celkem 9 měřících elektrod – 3 končetinové a 6 hrudních. Končetinové elektrody jsou obvykle klipsové elektrody
umístěné na pravé (RA) a levé paži (LA) a na levé noze (LL). Dále se používá také čtvrtá končetinová elektroda na pravé noze (RL), která není měřící, ale
zpětnovazebná. Hrudní elektrody jsou obvykle balónkové a jsou označeny jako V1-V6. Při dlouhodobém monitorování se používají elektrody nalepovací. Všechny
zmíněné elektrody jsou na bázi Ag/AgCl.

### Vstupně-výstupní obvody
Ze signálů jednotlivých elektrod je nejprve odfiltrována vysokofrekvenční složka. Takto upravený signál je přiveden na sledovač napětí
se zesílením 1, který slouží k impedančnímu oddělení. Vzniklé signály jsou pak přivedeny na diferenciální zesilovače (zpravidla zapojení přístrojového zesilovače) a jejich výstup je následně přiveden na A/D převodník.
Svody, které neměříme přímo, jsou vytvářeny Wilsonovou sítí (na obr.). Do této sítě vstupují signály již impedančně přizpůsobené (je před nimi OZ s jednotkovým zesílením), neboť odpory použité v síti jsou mnohem menší než vnitřní odpor zdroje signálu. Jedná se o centrální Wilsonovu svorku (WCT) a Goldbergovy svody.
Kromě tří končetinových elektrod se v současné době používá také čtvrtá (RL), která slouží k potlačení souhlasného signálu o velikosti napětí Wilsonovy centrální
svorky s opačnou polaritou a je tedy zápornou zpětnou vazbou.
V současných EKG má každý kanál (svod) vlastní A/D převodník. Při číslicovém zpracování je možné tento počet snížit, čímž zaplatíme horším časovým rozlišením.

### Blokové schéma

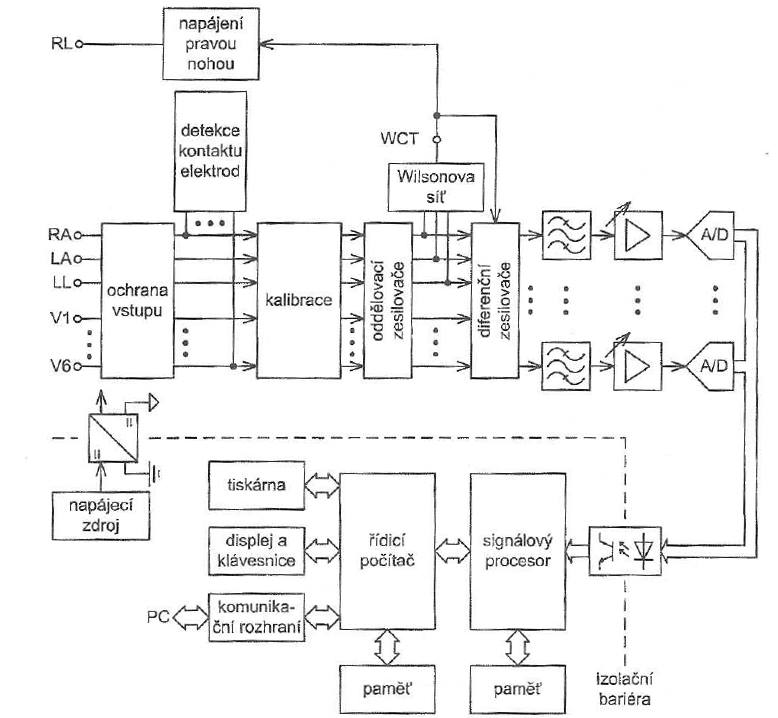
Blokové schéma EKG přístroje

Příkladem zapojení číslicového EKG může být obrázek blokového schématu. Prvním článkem v řetězci je přepěťová ochrana následovaná obvodem pro detekci špatného kontaktu elektrody (vyschlý gel, odpadlá elektroda..), obvod pro kalibraci, který využívá kalibrační napětí. Kalibrační signál by měl být pro všechny elektrody stejný. Za diferenciálními zesilovači následuje pásmová propust, která omezuje stejnosměrnou složku a slouží také jako antialiasingový filtr pro následovný A/D převodník. Standardní rozlišení převodníků bývá 12-16 bitů. Před vstupem do zpracovávajícího procesoru je ještě digitální signál galvanicky oddělen pomocí optočlenů k oddělení analogové a digitální části
přístroje.           